# قدیس (کتاب)
قدّیس رمانی از ابراهیم حسن‌بیگی که با نگاهی تاریخی به حدود ۵ سال حکومت و خلافت علی بن ابی‌طالب می‌پردازد. رمان در قالب داستان ماجراهای آشنایی و گرایشهای کشیشی ساکن مسکو (روسیه) به شخصیت علی است که علاقه‌مند به جمع کردن نسخ خطی است. در این داستان پای افراد مشهوری چون جورج جرداق هم باز می‌شود. در این رمان از منابعی چون نهج البلاغه بهره برده شده است. فرازی از این کتاب: «بعد کشیش لبخندی زد و به پسرش سرگی نگاه کرد و ادامه داد؛ درست مثل آن شبهایی که موقع خواب برایت کتاب می‌خواندم، البته این بار نه برای خواب که برای بیداریت می‌خوانم. »